# (400331) 2007 UA18
(400331) 2007 UA18 es un asteroide perteneciente al cinturón de asteroides descubierto el 16 de octubre de 2007 por el equipo del Catalina Sky Survey desde el Catalina Sky Survey, Arizona, Estados Unidos.

## Designación y nombre
Designado provisionalmente como 2007 UA18.

## Características orbitales
2007 UA18 está situado a una distancia media del Sol de 2,450 ua, pudiendo alejarse hasta 2,944 ua y acercarse hasta 1,957 ua. Su excentricidad es 0,201 y la inclinación orbital 7,286 grados. Emplea 1401,34 días en completar una órbita alrededor del Sol.

## Características físicas
La magnitud absoluta de 2007 UA18 es 17. 